# Fuego (película de 1969)
Fuego es una película argentina, filmada también en Nueva York (Estados Unidos), entre 1968 y 1969, protagonizada por Isabel Sarli, quien se estuvo dedicando a las películas eróticas empezando muchos años atrás, y Armando Bó quien actuó, produjo y dirigió también en esta. Basada en su propio guion, se estrenó el 10 de octubre de 1969 en Nueva York y el 23 de septiembre de 1971 en Argentina. Cuenta con la participación especial de Alba Mujica, interpretando a Andrea, una sirvienta que se enamora del personaje de Isabel Sarli.
La película recibió buenas críticas nacionales e internacionales, y se convirtió en una de las favoritas del director y productor John Waters, quien la presentó en 2002 como una obra importante, favorita y especial en Maryland Film Festival.

## Sinopsis

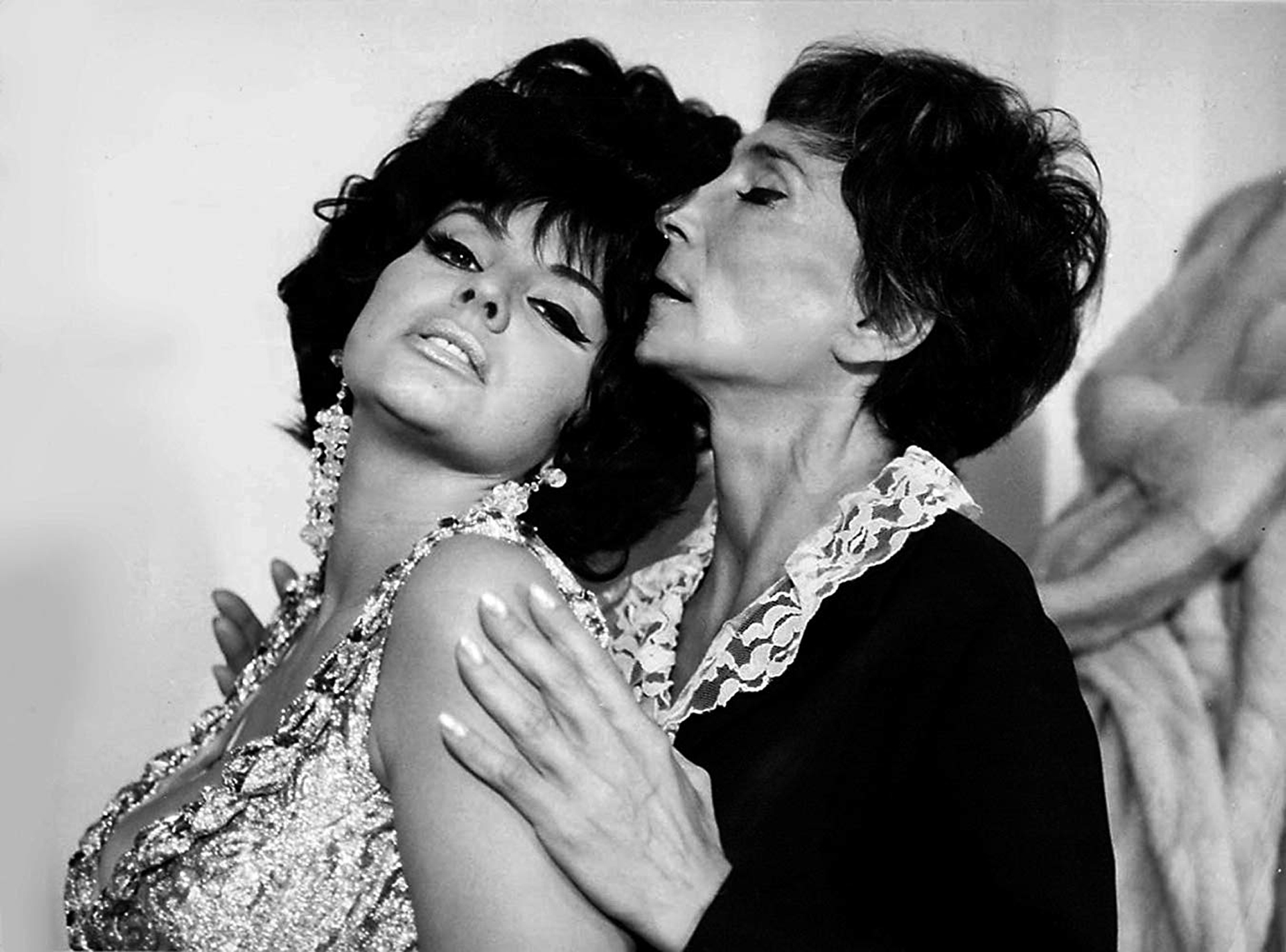
La relación entre Laura (Isabel Sarli) y su sirvienta Andrea (Alba Mujica) fue una de las primeras representaciones de lesbianismo en el cine argentino.

Laura es una joven que se dedica a bañarse en el río, cerca de su casa, acompañada por Andrea, su sirvienta, que se enamoró de ella. Carlos, un hombre de mucho dinero, espía a Laura bañándose en el río, y como su sirvienta la acaricia por las piernas, entonces este termina enamorándose de ella.
Más tarde, en una fiesta de gente importante, Laura conoce a Carlos. Este se deja llevar por su belleza y busca un lugar para que estén completamente solos. Entre ellos surgen una relación amorosa y un matrimonio que a Laura no le hace muy feliz, pues ella no puede resistirse a tener relaciones sexuales con otros hombres.
Cuando Laura camina por la calle, usa un saco que le cubre todo el cuerpo, pero en realidad es que ella está desnuda y muestra sus senos a varios hombres que la miraban e incluso se marcha con uno que la persigue. Además, ella es descubierta por Carlos cuando estaba con otro hombre en su cama. Los problemas comienzan para ella cuando se da cuenta de que está enferma y se excita en cualquier momento, razón por la cual visita a un médico.
Carlos y Laura realizan un viaje a Nueva York, mientras este se somete a un asunto de trabajo, Laura atrae a todos los que estaban en esa ciudad. Así entonces, regresan a Buenos Aires en Argentina, y Laura no puede controlarse y engaña a su marido con otros hombres, lo que después hace que ella se sienta culpable y tome la decisión de suicidarse. 
Laura se suicida, lanzándose de una montaña hacia el río, Carlos queda solo y muy triste visitando su tumba, pero la escena final de la película, es cuando este se dispara el mismo con una pistola y muere. Laura aparece como fantasma, y por fin ve a Carlos que también esta en el estado de ella, los dos prácticamente muertos y se besan.

## Elenco
Colaboraron en la película los siguientes intérpretes:
- Isabel Sarli como Laura.
- Armando Bó como Carlos.
- Alba Mujica como Andrea.
- Oscar Valicelli como el Mecánico.
- Roberto Airaldi como Dr. Salazar
- Hugo Mujica como Jorge.
- Mónica Grey como invitada en la fiesta.

## Producción
Armando Bó, se encargó de escribir, producir, dirigir y escribir los diálogos de la película, aunque también le dio vida al personaje de Carlos. Junto a él actúa Isabel Sarli con quien mantuvo una relación desde 1956 hasta 1981, año de su muerte. Se filmó Neuquén, San Martín de los Andes, donde se demuestra las escenas finales y toda el rodaje de la película. Más tarde la productora argentina Sifa, trasladó al elenco y el equipo de producción hacia Nueva York en Estados Unidos, lugar que se ve un poco antes del final. Hay varios temas musicales en esta película, el principal es "Fuego", escrito por Armando Bó, para la actriz principal de este film.
Armando Bo tuvo mucho éxito en trabajar con Isabel Sarli en varias películas, y se lo recuerda como unos de los mejores directores de cine erótico de Argentina.

## Comentarios

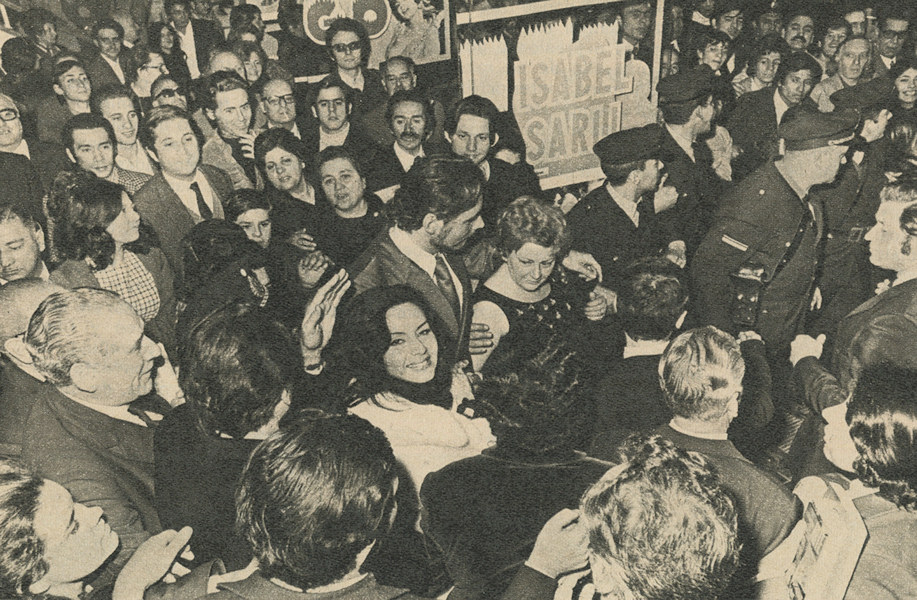
Isabel Sarli (centro) durante el estreno de Fuego en Buenos Aires, 1971.

César Magrini en El Cronista Comercial escribió:

«Ante este Fuego  solo cabe esta reflexión, es tan inexistente que no hay que llamar a los bomberos: se apaga solo.»

J.C.F.  en Clarín dijo:

«Las inevitables caídas de Laura en el pecado, y su necesidad de purificarse. Lo logrará con la muerte. Para ello se disfraza de fantasma con un gran deshabillé blanco, y se arroja desde un cerro al lago. Luego aparecerá como un fantasma. Él también se suicidará y ambos caminarán idílicamente en la muerte como unos nuevos Heathcliff y Kathy.»”

El País opinó cuando la película fue exhibida por televisión en 1994:

«Traumas y furores de una ninfómana que los mata a polvos y a disgustos.»